# دنيسة
دَنِيْسَة جنس من الفطريات ينتمي إلى فصيلة اللطحيات.